# مناظر (عمارة)

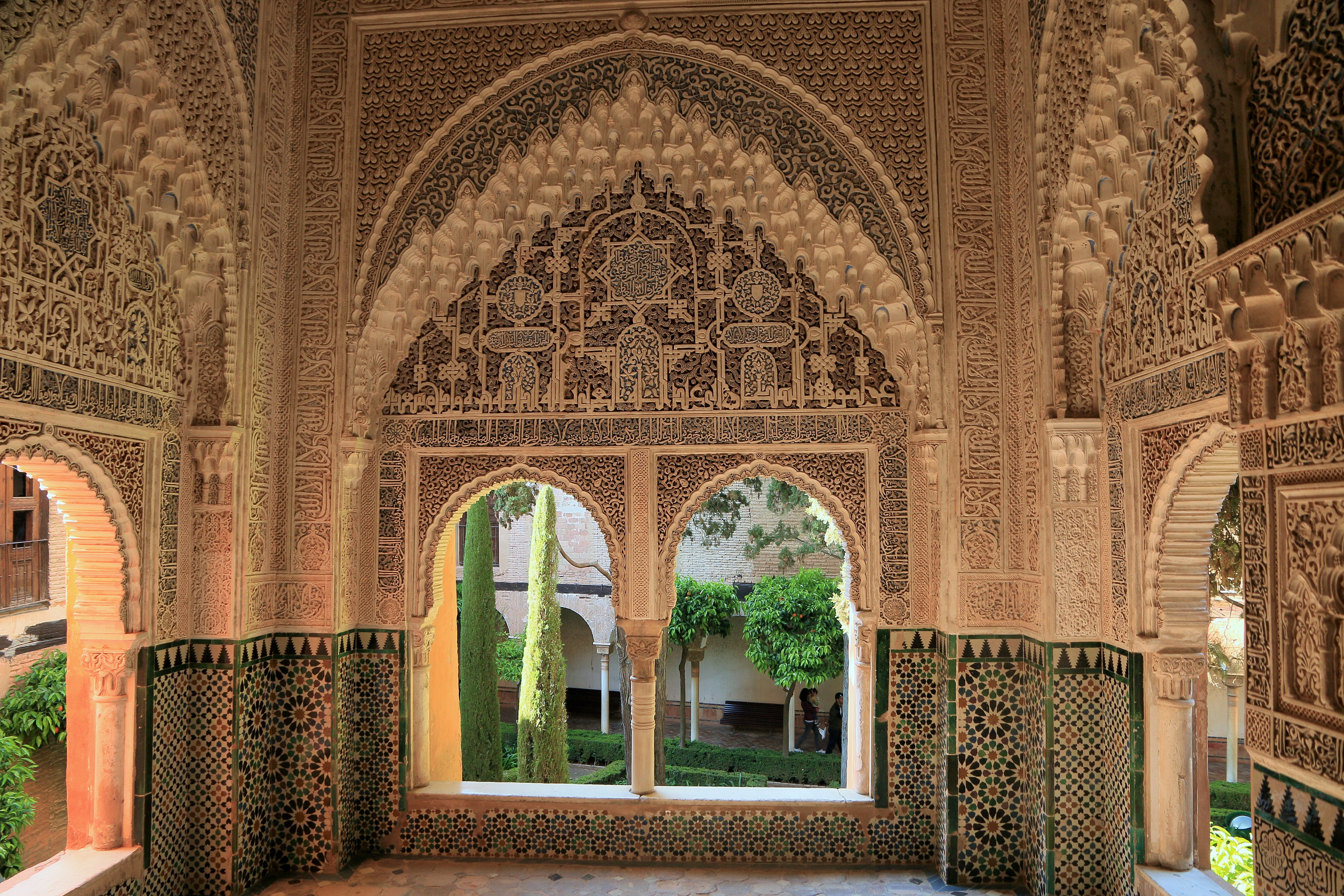
بهو السباع في قصر الحمراء في غرناطة، إسبانيا، يعود تاريخها إلى القرن الرابع عشر

مناظر أو منظر أو بهو هو مصطلح عماري يشير إلى نقطة مراقبة [الإنجليزية] أو مكان مصمم لتقديم إطلالات واسعة على المنطقة المحيطة. في سياق معماري، يمكن أن يشير المصطلح إلى برج أو شرفة أو نافذة أو أي ميزة أخرى توفر إطلالات واسعة. غالبًا ما يتم تطبيق المصطلح على العمارة المغاربية والأندلسية، وخاصة العمارة النصرية الغرناطية، للإشارة إلى غرفة مرتفعة أو منصة تبرز للخارج من بقية المبنى وتوفر إطلالات بزاوية 180 درجة من خلال النوافذ على ثلاثة جوانب.
في العمارة الأندلسية، يقع البهو عادةً على محيط المبنى ويتم محاذاته مع محوره المركزي. وهذا يعتبر سمة مميزة بشكل خاص للعمارة النصرية في الأندلس (أواخر القرن الثالث عشر إلى القرن الخامس عشر)، ولا سيما في قصر الحمراء.  يرجع الباحث أرنولد فيليكس تطور هذه الميزة إلى الجمع بين ميزتين موجودتين مسبقًا في عمارة الأندلس العربية وعمارة شمال إفريقيا الأمازيغية: القاعات ذات الإطلالات على الحدائق في العمارة المغربية السابقة، مثل مثال القرن العاشر في الرمانية (عقار ريفي فخم خارج قرطبة)، والغرف البارزة من حافة أو الجزء الخلفي من القصور المحصنة، مثل قلعة مونتيغودو (بالقرب من مرسية) وقلعة بني حماد (في الجزائر) في القرن الحادي عشر. أقدم الأمثلة الحقيقية للبهو النصري موجودة في قصر جنة العريف وقصر دير سان فرانسيسكو. أحد أجمل الأبهاء هو البهو المزخرف للينداراجا في بهو السباع في قصر الحمراء.